# Dekanat Ustka
Dekanat Ustka – jeden z 24 dekanatów diecezji koszalińsko-kołobrzeska w metropolii szczecińsko-kamieńskiej. 
W skład dekanatu wchodzą następujące parafie:
- Bruskowo Wielkie, parafia pw. Niepokalanego Poczęcia NMP
  - kościół filialny:
    1. Bierkowo
    2. Swołowo
- Duninowo, parafia pw. MB Częstochowskiej
  - kościół filialny:
    1. Możdżanowo
    2. Zaleskie
- Łącko, parafia pw. Zwiastowania NMP
  - kościół filialny:
    1. Jarosławiec
    2. Rusinowo
- Postomino, parafia pw. św. Floriana
  - kościół filialny:
    1. Marszewo
    2. Pieńkowo
- Parafia Najświętszego Zbawiciela w Ustce
  - kościół filialny:
    1. Charnowo
    2. Zimowiska
- Parafia Najświętszej Maryi Panny Gwiazdy Morza w Ustce
- Parafia św. Pio w Ustce
- Wytowno, parafia pw. św. Franciszka z Asyżu

- - kościół filialny: Machowino